# 圣蓬潘
圣蓬潘（法語：Saint-Pompain，法語發音：[sɛ̃ pɔ̃pɛ̃]）是法国德塞夫勒省的一个市镇，属于帕尔特奈区。

## 地理
圣蓬潘（46°26'29"N, 0°36'0"W）面积24.28 平方千米，位于法国新阿基坦大区德塞夫勒省，该省份为法国西部内陆省份，北起曼恩-卢瓦尔省，西接旺代省，南至夏朗德省和滨海夏朗德省，东临维埃纳省。
与圣蓬潘接壤的市镇（或旧市镇、城区）包括：维利耶昂普莱讷、阿尔丹、欧蒂兹河畔库隆日、圣伊莱尔德洛日、伯内、里沃多蒂兹。

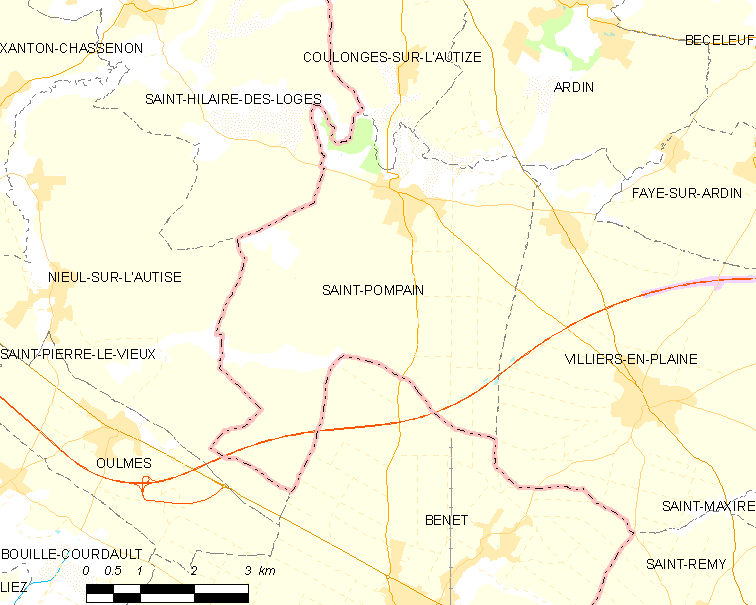
圣蓬潘的OSM定位图

圣蓬潘的时区为UTC+01:00、UTC+02:00（夏令时）。

## 行政
圣蓬潘的邮政编码为79160，INSEE市镇编码为79290。

## 政治
圣蓬潘所属的省级选区为欧蒂兹-埃格赖县。

## 人口

1962-2008年间圣蓬潘人口变化图示

圣蓬潘于2022年1月1日时的人口数量为954人。